# Dvorac u Kneževu
Dvorac u Kneževu, jedna od kasnobarokno-historicističkih i klasicističkih zgrada u samom središtu Kneževa, koje su od početka 19. stoljeća imale gospodarsku, a djelomično i upravnu namjenu na velikom Beljskom vlastelinstvu.
Dvorac je izgrađen 1828. (po nekim izvorima 1818.) godine kao jednokatna zgrada skromnih klasicističkih obilježja s namjenom da bude gospodarsko sjedište vlastelinstva.
Tlocrt dvorca ima oblik vrlo izduženog pravokutnika. Zapadno pročelje okrenuto je prema naselju, a istočno prema perivoju. Središnji, dvokatni dio dvorca s trokutastim završetkom, u širini tri prozorske osi, izdiže se iz osnovnog volumena. Na glavnom se pročelju pojavljuju ukrasi u obliku plitkog rizalita. Sva su pročelja jednostavno oblikovana, ali se ipak glavno pročelje ističe svojim ukrasima: ulazni portal sa segmentnim lukom, rustikalna obrada prizemlje, dvokatni pilastri na središnjem rizalitnom dijelu te razdjelni vijenac između prizemlja i kata.
Perivoj iz 19. stoljeća, tik uz dvorac, zaštićen je kao hortikulturalni spomenik. U novije vrijeme, sve do danas, u dvorcu je smješten Arhiv Belja.

## Zaštita
Pod oznakom Z-1648 zavedeno je kao nepokretno kulturno dobro - pojedinačno, pravna statusa zaštićena kulturnog dobra, klasificirano kao "stambena građevina".